# Nudelstuhl

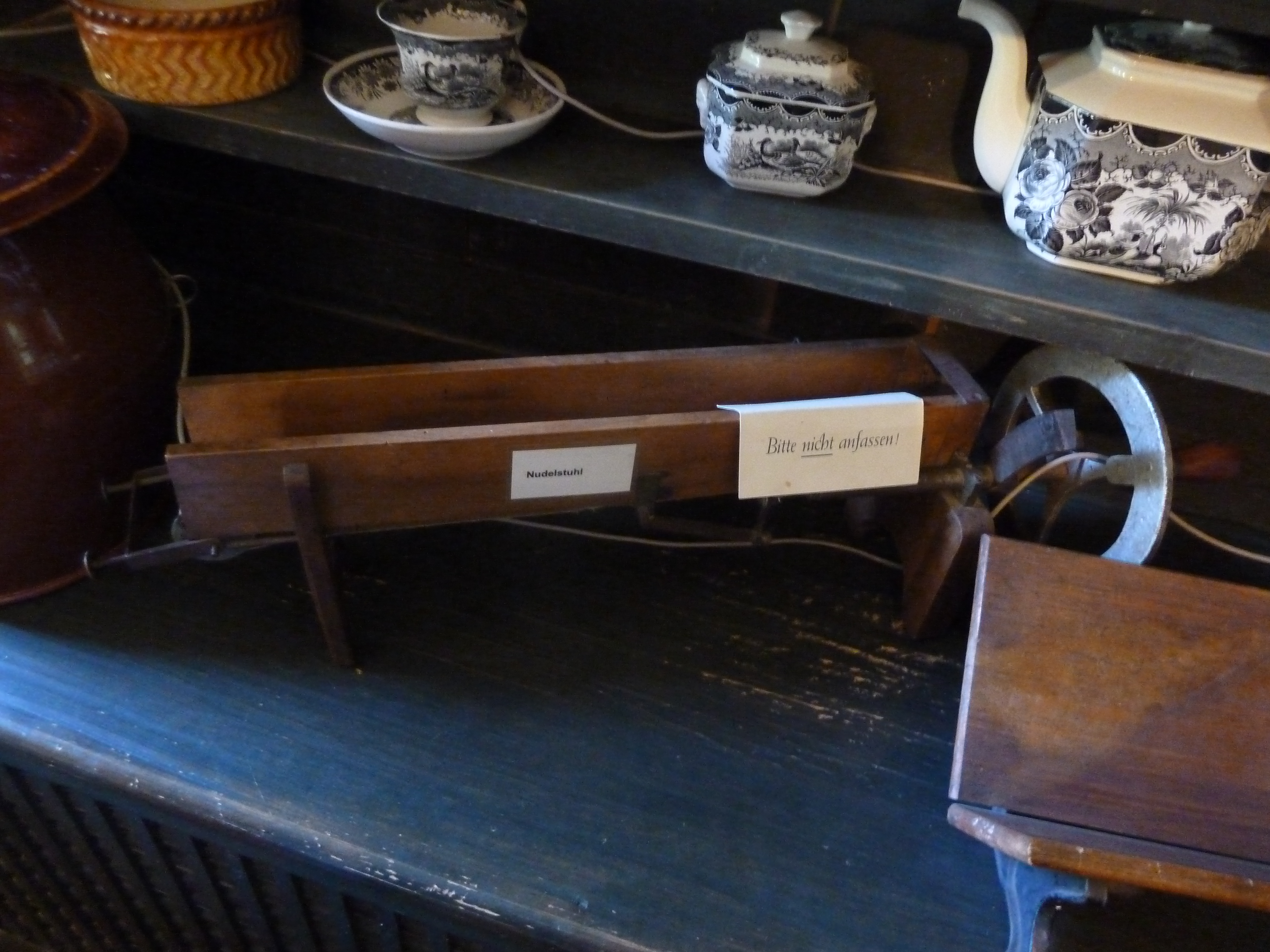
Nudelstuhl im Heimatmuseum Hüsli in Grafenhausen

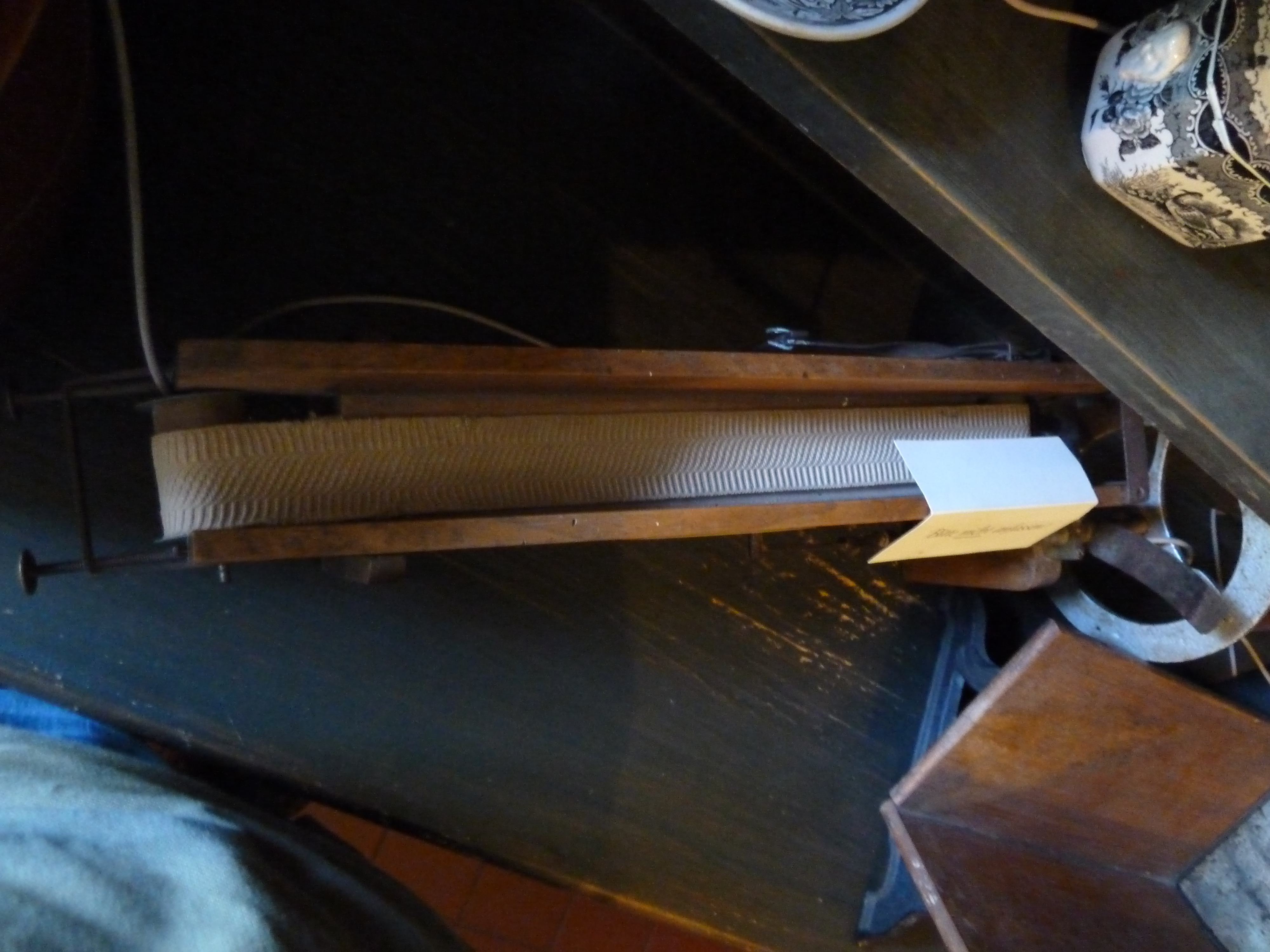
Nudelstuhl von oben

Ein Nudelstuhl ist ein historisches, handbetriebenes Gerät zur Herstellung von Bandnudeln, das bereits 1850 in den USA nachgewiesen ist.
Bei herkömmlichen Nudelmaschinen wird der Teig durch Druck in Form gepresst. Das Funktionsprinzip des Nudelstuhls ist eher mit der Herstellung von Schneckennudeln vergleichbar: Der Nudelteig wird mit dem Nudelholz ausgewellt und anschließend aufgerollt. Diese Teigrolle wird in den Nudelstuhl gelegt und durch Betätigen einer Handkurbel über eine Art Förderband zum vorderen Ende des Nudelstuhls transportiert. Dort wird in regelmäßigen, einstellbaren Abständen über ein Messer eine Scheibe vom Teig abgeschnitten, was in abgerolltem Zustand einer Nudel entspricht.